# 비올로겐
비올로겐은 4,4'바이프리딜의 4암모늄 염 변종이다. 이름은 이 종류의 화합물이 라디컬 이온에 쉽게 유기 환원된다. 라디컬 이온은 매우 푸른 색을 띤다. 실험 전기분해 장치에서 비올로겐은 황산염과 함께 용해되어 음극에서 환원되며 수소 가스를 생성한다. 양극에서 발생된 산소는 라디컬 이온을 비올로겐으로 산화할 수 있다.

추가의 환원은 노란 퀴논 화합물을 생성한다.